# Cervellata
La cervellata è un salume italiano tradizionale milanese, calabrese e pugliese. Dell'alimento esistono alcune varianti, conosciute come cervelat e cervelas, tra loro diverse, prodotte in Svizzera, Belgio, nei Paesi Bassi, Francia, Germania e Lussemburgo.

## Etimologia e storia
L'etimologia e la storia dell'alimento sono incerte, fattore a cui contribuiscono le molte varianti dell'alimento diffuse oggi in tutta Europa. Secondo una teoria, l'alimento conteneva originariamente il cervello tra gli ingredienti. La tesi è supportata dal fatto che il suo nome deriverebbe dal latino cerebellata (termine presumibilmente indicante una "salsiccia con cervella"), a sua volta derivato da cerebrum (lett. "cervello"). Ciononostante, gli storici faticano a trovare delle fonti storiche che collegano tale preparazione al cervello; tra le poche fonti storiche che avvalorano l'ipotesi secondo la quale la cervellata avesse originariamente quell'ingrediente vi sono le ricette di alcune salsicce romane che contengono tale frattaglia come, ad esempio, quella di una delle farcimime di Marco Gavio Apicio, così come le cervellate de carne de porco o de vitello giovine, citata nel Libro de Arte Coquinaria (1450-1467) di Maestro Martino.
Se la cervellata milanese cadde in disuso, quelle prodotte nel Sud Italia continuarono a essere prodotte fino al giorno d'oggi.
Si sa per certo che la salsiccia, dall'Italia, si diffuse anche in Francia, dove prese il nome di cervelas. L'alimento divenne particolarmente tipico a Lione.
La cervelat o cervelas è oggi diffusa in tutta l'Europa centrale. In ciascuno dei paesi in cui viene prodotta viene proposta una particolare versione dell'alimento. Il cervelat è oggi considerato la salsiccia nazionale svizzera. In territorio elvetico vengono prodotte ogni anno circa 160 milioni di cervelat all'anno.

## Descrizione

### In Germania
La variante tedesca dell'alimento contiene maiale, manzo e bacon.

### In Italia

#### In Calabria
La cervellata è un insaccato di carne suina che si caratterizza per il fatto che, al contrario della tipica salsiccia calabrese, non contiene pomodoro, peperoncino né vino rosso. La cervellata è un insaccato nel quale la carne è insaporita con pepe nero, vino bianco e finocchio selvatico.

#### In Lombardia
Nella cucina milanese è tradizionale un insaccato con uguale nome italiano (cervelaa in dialetto milanese), ma di composizione e impiego diversi. È composta di carne e sangue rappreso di maiale con vari aromi e formaggio, e viene adoperata come condimento nel risotto e altro.

#### In Puglia
Con la denominazione cervellata si intende un prodotto tipico pugliese inserito nella lista dei prodotti agroalimentari tradizionali italiani (P.A.T) del Ministero delle politiche agricole alimentari e forestali (Mipaaf).. La cervellata è una salsiccia tipica di Toritto, paese dell'entroterra barese ubicato nel Parco nazionale dell'Alta Murgia. Viene preparata scegliendo le parti più umide del bovino e del suino. Il tutto viene sgrassato e tagliato a pezzi e successivamente tritato. Il tritato viene condito con formaggio pecorino, sale e aromi naturali.
Nel paese di Toritto si celebra questo prodotto tipico con una sagra che si svolge nel periodo estivo.

### In Svizzera
In Svizzera la cervelat contiene carne di maiale, senape, aglio, erbe e spezie.